# Prudence Halliwell
 (août 2022).
Si vous disposez d'ouvrages ou d'articles de référence ou si vous connaissez des sites web de qualité traitant du thème abordé ici, merci de compléter l'article en donnant les références utiles à sa vérifiabilité et en les liant à la section « Notes et références ».
 (août 2022).
La mise en forme du texte ne suit pas les recommandations de Wikipédia : il faut le « wikifier ».
Les points d'amélioration suivants sont les cas les plus fréquents. Le détail des points à revoir est peut-être précisé sur la page de discussion.
- Les titres sont pré-formatés par le logiciel. Ils ne sont ni en capitales, ni en gras.
- Le texte ne doit pas être écrit en capitales (les noms de famille non plus), ni en gras, ni en italique, ni en « petit »…
- Le gras n'est utilisé que pour surligner le titre de l'article dans l'introduction, une seule fois.
- L'italique est rarement utilisé : mots en langue étrangère, titres d'œuvres, noms de bateaux, etc.
- Les citations ne sont pas en italique mais en corps de texte normal. Elles sont entourées par des guillemets français : « et ».
- Les listes à puces sont à éviter, des paragraphes rédigés étant largement préférés. Les tableaux sont à réserver à la présentation de données structurées (résultats, etc.).
- Les appels de note de bas de page (petits chiffres en exposant, introduits par l'outil «  Source ») sont à placer entre la fin de phrase et le point final[comme ça].
- Les liens internes (vers d'autres articles de Wikipédia) sont à choisir avec parcimonie. Créez des liens vers des articles approfondissant le sujet. Les termes génériques sans rapport avec le sujet sont à éviter, ainsi que les répétitions de liens vers un même terme.
- Les liens externes sont à placer uniquement dans une section « Liens externes », à la fin de l'article. Ces liens sont à choisir avec parcimonie suivant les règles définies. Si un lien sert de source à l'article, son insertion dans le texte est à faire par les notes de bas de page.
- La présentation des références doit suivre les conventions bibliographiques. Il est recommandé d'utiliser les modèles {{Ouvrage}}, {{Chapitre}}, {{Article}}, {{Lien web}} et/ou {{Bibliographie}}. Le mode d'édition visuel peut mettre en forme automatiquement les références.
- Insérer une infobox (cadre d'informations à droite) n'est pas obligatoire pour parachever la mise en page.

Pour une aide détaillée, merci de consulter Aide:Wikification.
Si vous pensez que ces points ont été résolus, vous pouvez retirer ce bandeau et améliorer la mise en forme d'un autre article.
Pour les articles homonymes, voir Halliwell.
Prudence « Prue » Halliwell, interprétée par Shannen Doherty, est un personnage de fiction qui apparaît dans les trois premières saisons de la série télévisée Charmed. Le personnage a été créé par Constance M. Burge. Prue figure dans la série en tant que sœur aînée de Piper (Holly Marie Combs) et de Phoebe (Alyssa Milano). Elle fait sa première apparition le 7 octobre 1998 dans le premier épisode de la série ''Le Livre des Ombres'' et sa dernière apparition le 17 mai 2001 dans le dernier épisode de la troisième saison, ''Adieux''. Elle réapparaît cependant une dernière fois le 13 avril 2003 dans le dix-huitième épisode de la cinquième saison "Au Cœur des Souvenirs", dans lequel on la voit de dos (interprétée par une cascadeuse) et sous forme de chien.
Elle est l’un des premiers personnages originaux et l’une des sorcières les plus puissantes de tous les temps. Prue possède initialement le pouvoir de déplacer des objets par télékinésie à l'aide de ses yeux. Au fur et à mesure que la série avance, elle apprend à canaliser sa télékinésie à travers ses mains et acquiert le pouvoir de projection astrale, la capacité d'être à deux endroits simultanément. Prue développe également des compétences en arts martiaux et devient une combattante au corps à corps efficace, comme Phoebe.
Prue est décrite comme la plus âgée, la plus forte et responsable, étant ainsi la leader de la fratrie. Les histoires de Prue se concentrent principalement sur sa protection des innocents et la défaite des forces du Mal à San Francisco avec ses sœurs. Elle mène également une vie normale en tant qu'experte et évaluatrice pour une maison de vente aux enchères et, plus tard, en tant que photographe professionnelle pour un magazine. Elle entretient des relations amoureuses avec l'inspecteur Andy Trudeau (Ted King), lors de la première saison, et avec Jack Sheridan (Lochlyn Munro). Lors de la troisième saison, Prue est forcée d'épouser le démoniste Zile (Tom O'Brien) lors d'une sombre cérémonie de mariage, mais leur mariage prend fin après la défaite de celui-ci.
Dans la troisième saison, Prue est attaquée par le démon Shax, envoyé par la Source, la scène se terminant sur un cliffhanger. Après le départ de Shannen Doherty de la série, elle est remplacée dans la saison quatre par Rose McGowan, qui interprète Paige Matthews, la jeune demi-sœur dont les sœurs Halliwell ignoraient jusqu'alors l'existence.
Le personnage de Prue a reçu un accueil positif de la part des critiques de télévision, qui ont souligné de manière positive sa forte personnalité et sa performance. Shannen Doherty a reçu deux nominations aux prix Saturn en 1999 et 2000, pour la meilleure actrice de télévision pour son interprétation du personnage de Prue. En 2007, AOL TV a classé Prue à la neuvième place sur la liste des meilleures sorcières de la télévision. En plus de la série télévisée, le personnage est également apparu dans de nombreux médias de l'univers de Charmed, tels que les romans Charmed, et son adaptation en bande dessinée.

## Casting
Shannen Doherty a joué le rôle de Prudence Halliwell dans un essai pilote de 28 minutes. Le pilote n'a jamais été diffusé à la télévision, ni en DVD.
Le personnage de Prue Halliwell a été conçu par Constance M. Burge, qui a écrit le script pilote pour Charmed. Celui-ci était basé sur trois sœurs aux relations affectives intenses, mais parfois conflictuelles, qui sont initialement inspirées par Constance et ses deux sœurs aînées, Laura et Edie Burge. Le personnage de Prue s'inspire de la sœur aînée de la fratrie Burge, Laura. À propos de la conception de Prue, l'auteure a déclaré : « Ma sœur aînée, Laura, est très forte, très motivée et j'ai donc attribué ses caractéristiques  au personnage de Prudence Halliwell ». Le producteur exécutif Brad Kern a déclaré que Prue avait été présentée dans la série comme la sœur aînée, sœur « kick-ass ». Il déclare : « Prudence Halliwell était la plus réticente. Elle était probablement la plus sceptique quant à leurs pouvoirs magiques et à leurs conséquences, mais elle est finalement devenue la plus puissante des sœurs. » Shannen Doherty a déclaré que le personnage de Prue avait le sens des responsabilités et qu'elle était très protectrice, maternelle et généreuse.

### Départ
En mai 2001, la société de production Spelling TV annonce le départ de Shannen Doherty de Charmed. Shannen Doherty déclare : "Il y avait trop de drame sur le plateau et pas assez de passion pour le travail. J'ai 30 ans et je n'ai plus de temps pour les drames dans ma vie. Holly va beaucoup me manquer... c'est l'une de mes meilleures amies et je l'aime beaucoup, et il n'y a jamais, jamais, jamais eu de problèmes entre nous deux", alimentant de fait les rumeurs de querelle avec Alyssa Milano.

## Histoire

### Enfance (années 1970)

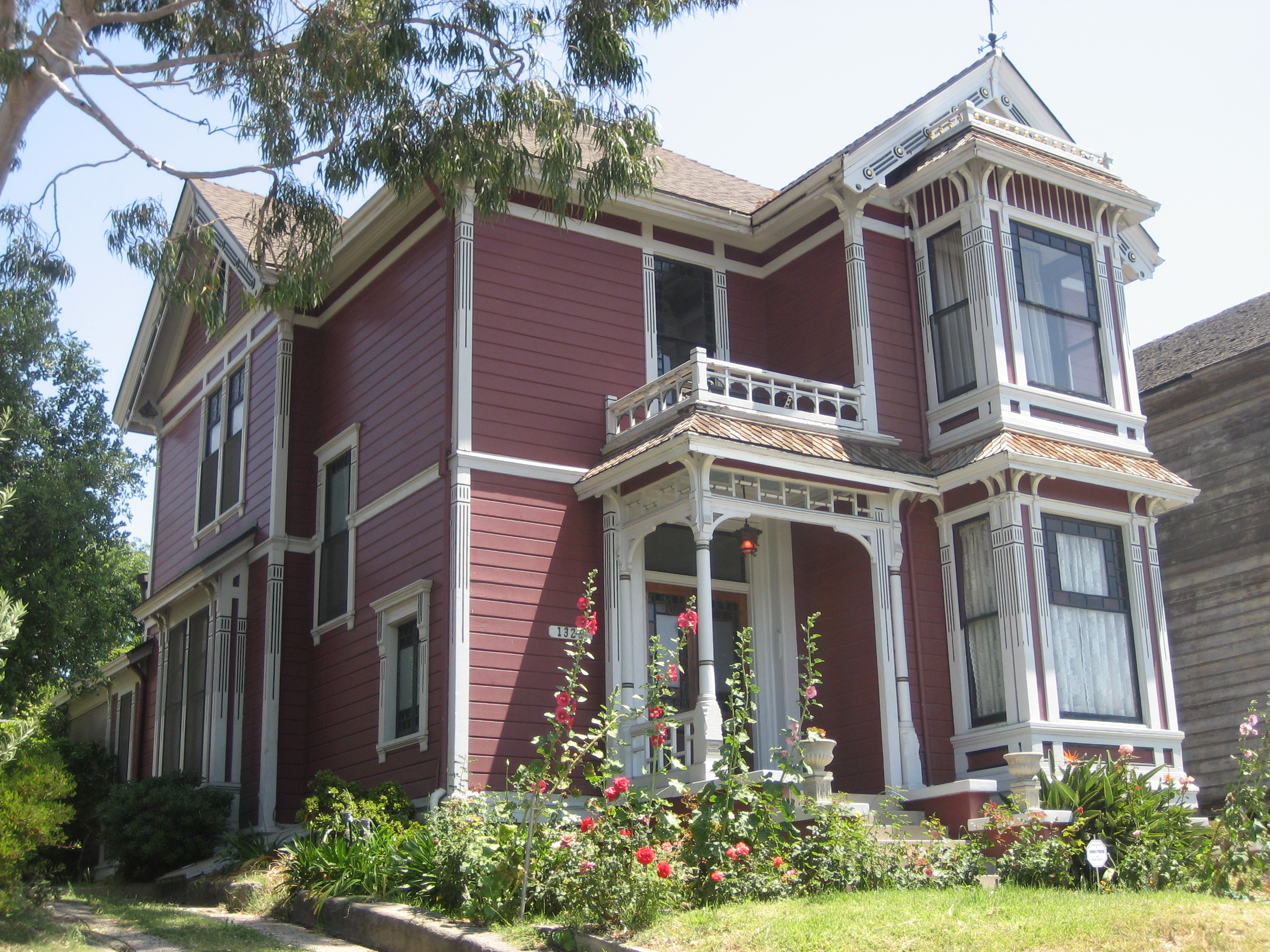
Manoir Halliwell, lieu de résidence des sœurs Halliwell.

Prudence Halliwell, née le 28 octobre 1970, est la première fille de Patricia « Patty » Halliwell, une sorcière, et de Victor Bennett, un homme normal. En tant que sorcière, Prue a développé le pouvoir magique de télékinésie, qui lui permet de déplacer les objets par la pensée. Le 24 mars 1975, Prue et sa sœur cadette Piper rencontrent leurs alter ego venues du futur pour empêcher leur mère de signer un pacte avec le sorcier Nicholas. En novembre 1975, après la naissance de ses deux sœurs, Piper et Phoebe, leur grand-mère Penelope Halliwell, « Penny », bride les pouvoirs des trois sœurs, pour empêcher Nicholas de les tuer afin de s'en emparer. Le fait qu'elles possèdent des pouvoirs et leur rencontre avec leurs alter ego du futur sont effacés de leur mémoire par leur grand-mère.

### Passé familial et vie normale
Après que leur père eut quitté la famille, Prue a assisté, enfant, à la noyade fatale de sa mère et s'est retrouvée, en tant qu'aînée, à devoir veiller sur ses sœurs avec sa grand-mère, qui est décédée alors que les sœurs entraient à peine dans l'âge adulte. À partir de ce jour, elle ne pouvait plus dire « je t'aime » à qui que ce soit, car c'était la dernière chose qu'elle avait dite à sa mère.
Dès son plus jeune âge, surtout après la mort de leur mère et, plus tard, le départ de leur père, Prue a dû s'occuper de ses sœurs plus jeunes, au point de sacrifier la majorité de son enfance pour les élever. Piper a même déclaré qu'elle et Phoebe avaient de la chance et avaient une vie facile, car Prue prenait tout sous sa responsabilité.
Elle avait de bonnes relations avec son père, Victor. Cependant, des discussions houleuses continuelles entre son père et sa grand-mère maternelle ont amené celui-ci à quitter la famille, ce qui a également provoqué la colère de Prue et du ressentiment envers lui.
Peu de temps après la mort de la mère de Prue, Patty, et alors que Victor vivait toujours dans le manoir, Prue a entendu l'accord du Diable, qui est une combinaison de notes utilisées pour attirer et capturer des enfants démoniaques. Elle a ensuite vu un enfant démoniaque être tiré dans le fourgon d'un marchand de glaces et s'est précipitée pour essayer de le sauver. Elle a alors été traînée à sa suite dans le camion, et s'est soudain retrouvée dans la cour où résidait le Néant (une force surnaturelle qui existe dans une dimension d'un camion de glaces). Victor, inquiet, alla voir Prue et remarqua qu'elle n'était plus dans son lit. Il courut dehors et vit une camionnette, lui faisant ainsi penser qu'il s'était passé quelque chose de grave. Il ouvrit la porte et se retrouva lui aussi dans la cour de récréation. Il réussit néanmoins à retrouver Prue et à la ramener en toute sécurité.
Malgré sa nature sérieuse et ses nombreuses responsabilités, durant ses années de lycée, Prue est une fille très populaire, présidente du conseil des étudiants, mais aussi pom-pom girl. À la fin de son adolescence, elle se rebelle, mais cela ne l'empêche pas d'apprendre à veiller sur sa famille. Elle désirait être photographe professionnelle depuis son enfance, peut-être une réminiscence de sa vie antérieure en tant qu'une des tantes de Penny dans les années 1920. À l'âge de 20 ans, elle a un accident de voiture et ne se pardonne pas d'avoir blessé sa sœur Phoebe, qui est hospitalisée.
À leur entrée à l'université, Piper et Prue emménagèrent ensemble dans un appartement à North Beach. Prue étudia l'Histoire et fut une étudiante sérieuse, mais devint encore populaire en fréquentant le capitaine de l'équipe de football américain, Tom (qui, plus tard, essaya de devenir un humain démonisé, ce que ses sœurs et elle parvinrent à empêcher). Les deux filles restèrent à North Beach jusqu'en 1997, année où Penny tomba malade, et retournèrent vivre au Manoir avec leur grand-mère et Phoebe. Prue se fiança à son patron Roger et demanda à Piper d'être sa demoiselle d'honneur. Roger continua de draguer Phoebe secrètement, puis affirma que c'était Phoebe qui était après lui. C'est à cette époque que Penny prit la célèbre photo des trois sœurs rassemblées dans le Manoir.

### Révélation en tant que sorcière et décès d'Andy

Triquetra symbolisant les trois sorcières ne faisant qu'un.

Six mois se sont écoulés depuis le décès de sa grand-mère, Penny Halliwell (Jennifer Rhodes). Piper, revenue vivre dans le Manoir victorien de sa famille avec sa sœur aînée Prue (Shannen Doherty), y est rejointe par leur plus jeune sœur Phoebe (Alyssa Milano) le 7 octobre 1998. La nuit du retour de Phoebe, celle-ci trouve un livre intitulé Livre des Ombres dans le grenier - que les trois sœurs croyaient inaccessible - du Manoir. Après que Phoebe eut inconsciemment récité à haute voix ce qui s’avère être une incantation tirée du Livre, les trois sœurs reçoivent à leur insu chacune un pouvoir magique et découvrent leur destin changé en tant que sorcières de la descendance des Halliwell, les plus puissantes sorcières que le monde ait jamais connues.
« Oyez maintenant les paroles des sorcières.
Les secrets sont cachés dans la nuit.
Les Dieux anciens sont invoqués ici
Afin que soit révélé l’art de la magie
En cette nuit et en cette heure
J’invoque le pouvoir supérieur
Transmettez le pouvoir aux sœurs qui sont trois

Nous voulons le pouvoir. Donnez-nous le pouvoir. »
— Formule magique récitée par Phoebe afin d'obtenir les pouvoirs.
Prue découvre son pouvoir dans un mélange de choc et de colère envers sa sœur Phoebe, qu'elle accuse d'avoir provoqué son entrée dans le monde magique. Mais plus tard, elle accepte sa destinée et s'accoutume à sa nouvelle vie de sorcière.
En dépit de ses tentatives pour garder une vie en dehors de la magie, les responsabilités de Prue en matière de sorcellerie ruinent souvent ses efforts, surtout en ce qui concerne sa relation avec Andy, son amour de lycée. Celui-ci travaille sur les affaires criminelles plus ou moins mystérieuses au département de police de San Francisco. Bien qu'ils fussent véritablement amoureux l'un de l'autre, leur relation prit fin lorsqu'elle réalisa - après avoir utilisé sur lui une formule de vérité - qu'il était véritablement épris d'elle, mais qu'il préfèrerait, dans son for intérieur, avoir une vie plus paisible, éloignée de la sorcellerie et de ses redoutables dangers inhérents. Plus tard, Andy, qui a fini par être mis au courant par les trois sœurs Halliwell de leurs pouvoirs magiques et de leur lutte sans relâche contre les forces démoniaques, s’est sacrifié pour que Prue et ses sœurs puissent continuer à œuvrer efficacement contre les démons. Sa mort fut un coup si éprouvant pour Prue qu'elle avait même envisagé de céder sa magie à un démon, mais Piper et Phoebe ont réussi à l’aider à surmonter son immense tristesse, la convaincant qu’Andy, en étant conscient des risques qu'il courait, était mort de la mort d’un héros et que ce n’était pas sa faute à elle s’il était parti pour toujours.
Elle a ensuite fait part du sentiment qu'elle se sentait entièrement responsable de la mort d'Andy. Piper et Phoebe l'ont réconfortée, et elle a pu affronter Abraxas avec ses sœurs.
Cependant, la mort d'Andy eut un impact considérable sur Prue pour le restant de ses jours, car elle n'a pas eu de relations sérieuses après lui et elle-même avait confessé qu'elle n'avait pas ressenti le véritable amour depuis sa mort.

### Réputation de Sorcière et Vie Magique
Au cours des deux années suivantes, elle apprend à vivre complètement son destin de sorcière et, globalement, elle devient la plus forte, la plus courageuse des quatre sœurs (même plus tard, comparée à Paige, qui a initialement estimé que la mémoire de la sœur défunte en faisait constamment une concurrente).
À l’origine, Prue travaillait au Musée d’histoire naturelle. Elle y travaillait depuis le collège et y avait rencontré son ex-fiancé, Roger. Prue rompt leurs fiançailles parce que Roger n'arrête pas de flirter avec sa plus jeune sœur, Phoebe. Après une semaine à être sans emploi, elle reçoit un appel de Buckland's Auction House. Après que Piper a failli mourir des suites de la fièvre d'Oroya, Prue décide de quitter son emploi à Buckland's Auction House et tente de mener une vie plus libre. Cependant, elle se rend vite compte qu'elle ne voudrait pas continuer à être au chômage et se présente comme photojournaliste, une profession à laquelle elle aspire depuis toujours.
Après avoir découvert que la Triade était derrière les constantes attaques de démons, Prue devient plus déterminée dans ses devoirs wiccans et assume son rôle de la plus puissante des Charmed Ones. De plus en plus confiante et agressive, elle consacre plus de temps à l'étude de la sorcellerie, ce qui l'amène à créer la cage de cristal pour piéger les démons : un outil extrêmement efficace que ses sœurs ont utilisé de manière constante pendant des années, même après sa mort prématurée. Cependant, de graves problèmes sont apparus dans la mesure où elle a également développé une sombre obsession de vaincre les démons, au point qu'elle a failli tuer l'adjoint du procureur Cole Turner, le coup de cœur de Phoebe, qui s'avère finalement être le célèbre et redoutable démon Balthazar, envoyé par la Triade pour causer leur perte. De plus, Prue est trop prise par son obsession de la chasse aux démons pour voir que la mortelle Abbey (l’ancienne directrice adjointe du P3) la traquait et planifiait de la tuer, ayant développé une fixation sur Prue Halliwell en raison de sa beauté, de sa carrière réussie et du fait qu’elle était aimée des hommes. Finalement, son obsession avait grandi au point qu'elle voulait devenir Prue.
Environ une semaine avant le mariage de Piper et Leo, Prue commença à avoir des rêves récurrents : aller dans un bar proche et flirter avec un mauvais garçon appelé TJ. Ce que Prue ignorait, c'était que sa forme astrale était utilisée par ses émotions réprimées pour s'éloigner d'elle et de ses responsabilités. Après qu'un meurtre au bar eut porté les soupçons sur Prue, la police est partie à sa recherche. Au mariage de Piper et de Léo, TJ ruine la cérémonie avec sa moto pour la secourir juste avant que la police n'arrive. Les désirs intérieurs de Prue avaient gagné la partie et l'avaient projetée dans sa forme astrale.
Phoebe finit par convaincre Prue, via sa forme astrale, de se ressaisir, pendant que Darryl, Leo et Cole démasquaient le véritable assassin. Après cette expérience, elle apprit à mieux organiser sa vie. Un jour, elle réussit même à planifier une séance photo l'après-midi, à aller à un rendez-vous le soir et, ensuite, chasser un démon le matin.

## Caractéristiques

### Personnalité et relations avec les sœurs
Avec son manque de spontanéité, et le réfrènement de ses envies et désirs, Prue donne l'impression d'avoir un cœur de pierre et ne se laisse submerger par aucune émotion. Pourtant, petit à petit, sa carapace se fissure. Trop perfectionniste, elle accepte difficilement l'échec. Mais son apparente invulnérabilité fait peur, surtout en ce qui concerne les histoires d'amour, qu'elle gère assez mal après la mort d'Andy. Elle vit dans la crainte d'être rejetée et préfère taire ses sentiments plutôt que risquer d'être éconduite.
Prue a des difficultés pour maintenir l'équilibre entre le travail et le plaisir dans sa vie de sorcière. Elle consacre beaucoup de temps et d'énergie pour devenir une sorcière plus puissante, se faisant ainsi surnommer la « superwitch » et « Wicca Wonder » par sa famille. Une raison probable à cette ambition dévorante est que les trois sœurs étaient très jeunes lorsque leur mère mourut et que Prue fut celle qui prit soin de Piper et Phoebe. Des trois sœurs, Prue est la plus familière avec le Livre des Ombres qu'elle étudie constamment pour avoir de l'avance sur les démons qui les pourchassent. Elle est considérée comme la plus puissante des quatre sœurs Halliwell.

### La relation de Prue et Paige
Prue n'a jamais pu combattre avec Paige les démons, tout simplement parce qu'elle est morte avant même d'avoir pu savoir qu'elle avait une troisième sœur. Prue a cependant vu, comme ses sœurs Phoebe et Piper, Paige dans le ventre de leur mère. Elles disaient que Patty (leur mère) avait un gros ventre. Cependant, Paige étant née d'un amour défendu, Patty dut la cacher dans un couvent. Prue ne connaîtra jamais l'identité de sa demi-sœur, mais elles se sont déjà croisées et se sont parlé. Il semblerait que Prue ait aidé Paige vers la saison 3, d'après les dires de Paige pendant l'enterrement de Prue. C'est à partir de ce moment que Paige fréquente le P3.
Paige va s'installer dans la chambre de sa défunte sœur dans l'épisode « Un jour mon prince viendra » de la saison 4.
Quand Paige va devenir complexée par rapport aux talents de Prue, ce malaise va s'accentuer dans l'épisode « La peur au ventre » dans la saison 5 avec le retour de Barbas qui va exploiter la peur de Paige d'être à la traîne par rapport à Prue.
Paige va revoir Prue en compagnie de Phoebe dans l'épisode 18 de la saison 5. Paige se retrouve piégée dans les pensées de Piper. Elle voit sa défunte sœur de dos lors du mariage de Piper et elle va la revoir représentée sous la forme d'un chien dans la mémoire de Piper lors d'un épisode de la saison 3. C'est là que Phoebe dit « Toi qui voulais voir Prue, bingo ».
Lors de la saison 9 en comics, Prue se réincarne dans le corps d'une sorcière nommée Patience qui était dans le coma et a conservé ses pouvoirs. Prue retrouve alors ses sœurs et rencontre enfin Paige.

### La relation de Prue et Piper
Prue et Piper sont très proches l'une de l'autre. Elles partagent tout et sont comme deux meilleures amies. Et c'est d'ailleurs pour cela que lorsque Prue meurt, Piper ressent une énorme tristesse et use de tous les sorts qu'elle connaît pour tenter de faire revenir sa défunte sœur. Elle n'y parviendra pas et sera complètement dévastée, ne comprenant pas pourquoi Prue l'a abandonnée. Prue a toujours été du côté de Piper dans différentes situations, et a toujours été protectrice envers elle.

### La relation de Prue et Phoebe
Prue et Phoebe ont toujours eu des relations tendues et elles se disputaient tout le temps. Piper servait de médiateur entre ses deux sœurs pour ne pas qu'elles aillent trop loin. Plus tard, tout s'arrange entre Prue et Phoebe lorsque les deux sœurs sont forcées de cohabiter pendant un voyage professionnel de Piper. À partir de cet instant, tout va - presque toujours - bien entre les trois sœurs jusqu'au jour où Prue décède tragiquement.

### Pouvoirs et capacités
Les pouvoirs de Prue ont pour source la force de son esprit. C'est ainsi que la sorcière a reçu le pouvoir de Télékinésie qu'elle utilise d'abord en plissant les yeux. En développant ses pouvoirs, elle apprit à canaliser cette faculté dans ses mains, comme toutes les autres sorcières de la lignée. Dans une interview datant d’octobre 1998 pour la promotion de la série, Shannen Doherty évoque la possibilité pour son personnage, à l’avenir, de pouvoir se trouver à deux endroits à la fois, ce qui tend à indiquer que l’acquisition du pouvoir de Projection Astrale par Prue était prévue dès le début de la première saison. À partir du milieu de la saison 2, elle acquiert donc le pouvoir de projection astrale, c'est-à-dire la possibilité de créer psychiquement (avec l'aide de la pensée) un double de son corps dans un état tangible sur le plan physique. Durant cet état, Prue tombe inconsciente pendant que son "esprit" est projeté dans un corps conscient. Ce pouvoir est activé quand elle veut être à deux endroits en même temps. La projection astrale de Prue est à l'identique de la sorcière, excepté qu'elle ne possède plus le pouvoir de télékinésie. Elle s'entraîne d'ailleurs pour être capable d'utiliser son pouvoir lorsqu'elle est projetée astralement, ce qui finit par porter ses fruits sans pour autant être réellement exploité. Elle possède aussi la faculté d'attaquer avec son esprit « gunslinger » les démons. Prue possède également le pouvoir de télématérialisation, pouvoir semblable à l'éclipse télékinésique, mais sans l'utilisation d'orbes pour déplacer les objets. Prue l'a utilisé dans le premier épisode de la saison 1 pour vider un pot de lait et transférer le liquide dans sa tasse de thé. Elle l'a de nouveau utilisé dans les comics Saison 9 pour remplir deux verres avec de l'eau en les regardant fixement. La base des pouvoirs de Prue étant la force de son esprit, on peut supposer fortement que si Prue n'était pas morte, elle aurait probablement pu hériter du pouvoir de projection mentale, pouvoir qui est revenu à Billie dans la saison 8.
Prue, étant l'ainée, se voyait elle-même comme la figure maternelle du foyer ; elle était conservatrice, prudente (à l'image de son prénom complet, "Prudence"), n'aimait pas les surprises et il était souvent laissé à Piper le soin d'arbitrer les conflits entre Prue et Phoebe, que Prue considérait comme immature, irresponsable et imprévisible. Bien qu'elles eussent toujours des disputes occasionnelles, la relation entre Prue et Phoebe s'est harmonisée au fil du temps et est devenue plus égale.
Il est à noter tout de même que Prue est la première des sœurs, avant Phoebe et Paige, à utiliser ses pouvoirs à des fins personnelles. Le plus souvent, Prue se sert de son pouvoir dans sa vie quotidienne pour tourner les pages du livre des ombres, déplacer des objets, comme lors de la saison 1 où, pour se venger d'Andy, elle déplace un chariot de nourriture.

### Transformations
Prue a dû se transformer en chien pour aider à suivre la trace d'un démon Banshee.
Le sorcier Zile enleva Prue et se maria avec elle grâce à une prêtresse maléfique, Dantalian. À cause de ce lien maléfique, Prue devint une force du mal et se retourna contre ses sœurs. Quand Zile fut vaincu par les Halliwell, son côté maléfique disparut.
Elle fut changée en homme par une formule dans le but de combattre un succube.

### Vie professionnelle
Prue travailla d'abord au Muséum d'histoire naturelle de San Francisco juste après l'université et c'est là qu'elle rencontra Roger, qui deviendra son patron et son fiancé. Après sa rupture avec Roger, elle hérita de ses pouvoirs et changea d'emploi, devenant une experte en objets d'art ou de collection de toutes époques pour Buckland's Auction House. La salle des ventes, cependant, fut infiltrée par de puissants sorciers qui avaient comme but de mettre un terme à la lignée des Halliwell, mais après les avoir vaincus, elle continua à y travailler. Elle resta deux ans à la salle des ventes. Lorsque Buckland commença à avoir quelques soucis financiers au cours de la seconde saison. Prue dut dès lors rendre des comptes à ses employeurs avec Jack Sheridan, son nouvel associé. D'emblée, le courant passa mal entre les deux collègues car la plantureuse brune supportait mal son arrogance, mais ils finirent par avoir une liaison. Traumatisée par ce qui était arrivé à Piper lorsque celle-ci faillit être emportée après avoir contracté la fièvre d'Oroya, et déçue par la tournure que prenait le fonctionnement discutable de Buckland, elle décida de quitter son poste. Prue conserva son statut de chef de famille, mais lorsque ses sœurs se trouvèrent un nouveau boulot, elle voulut vivre pour et par sa passion, la photographie. Elle rejoignit le 415 Magazine, dont elle devint un des principaux photographes et elle put finalement accomplir son rêve avant de mourir. Elle utilisait un Nikon F5 Kodak Professional DSC- 700 Serie Digital Cameras.

### Vie amoureuse
Prue sortira d'abord avec son patron Rogers du Musée. Ensuite, elle aura une relation tumultueuse avec son ancien ami d'enfance qu'elle retrouve, Andy Trudeau, un détective qui va finalement découvrir la vérité sur l'identité secrète de Prue. À la fin de la saison 1, Prue est obligée de laisser mourir Andy pour sauver ses sœurs. Lors de la saison 2, Prue sortira un moment avec un collègue de travail nommé Jack qu'elle quittera en amie, en même temps que son boulot chez Buckland.
Une fois que Prue hérita de ses pouvoirs, elle fut irrémédiablement impliquée dans des affaires criminelles incluant des innocents blessés, disparus ou même assassinés. Cela la conduisit à renouer des liens avec son amour d'enfance, Andy Trudeau, devenu inspecteur de la police de San Francisco. Leurs sentiments apparemment ravivés, ils décidèrent de commencer à sortir ensemble. La relation fut mouvementée - le secret de Prue causa beaucoup de difficultés. Elle était régulièrement en retard ou absente aux rendez-vous et aux sorties avec Andy, ce qui n'était pas pour arranger sa frustration. Une fois, Prue invoqua une formule de vérité sur Andy sans le prévenir, par laquelle, 24 heures plus tard, il ne se souviendrait plus du jour passé. Elle l'utilisa pour lui dire la vérité sur son secret afin de voir s'il pouvait l'accepter. La réponse était incertaine, mais tendait vers la mauvaise direction et, finalement, elle mit fin à leur relation. Malheureusement, comme leurs rencontres embarrassantes sur les scènes de crime et les maisons des victimes et des témoins se multipliaient, la défiance d'Andy se raviva. Il se confirma qu'il avait des preuves indirectes, mais suffisantes, des activités occultes des sœurs et de leur implication dans de nombreuses affaires. Finalement, Prue n'eut pas d'autre choix que d'admettre son implication et de l'expliquer. Alors qu'Andy était sceptique, il lui fut prouvé que Prue n'agissait pas contre lui, et il parvint à comprendre la véritable complexité de leur relation qui se détériorait. Pourtant, alors qu'il semblait qu'Andy et Prue pouvaient avoir une chance sans le problème de la magie, Andy donna finalement sa vie pour sauver celles de Prue et de ses sœurs afin de garantir le bon travail qu'elles continuèrent.
Après la mort d'Andy, Prue réussit à fréquenter quelques personnes, cependant aucune ne fut mémorable. Une personne qu'elle fréquenta fut le chef d'une bande criminelle nommé Bane Jessup, interprété par l'acteur Antonio Sabato Jr., Prue l'avait rencontré clandestinement en se faisant passer pour la tueuse Ms. Hellfire pour découvrir qui était derrière la tentative d'assassinat sur elle et ses sœurs. Finalement, il se révéla que c'était le démon Barbas qui avait engagé Bane pour tuer les sœurs. Bane engagea ensuite Ms. Hellfire pour finir le contrat. Finalement, Prue finit par tomber amoureuse de Bane, mais dut le faire arrêter pour conspiration de meurtre une fois que tout fut éclairci et Barbas détruit. Bane Jessup apparaîtra de nouveau pour demander de l'aide à Prue afin de nettoyer sa réputation. Ils ne se revirent plus après cet épisode (voir Usurpation d'identité et Ange ou démon).
Plus tard, à son travail, Prue flirta avec Jack, son associé, mais cela ne dura pas longtemps.

## La mort de Prue

### Adieux
La mort de Prue, qui est survenue le 17 mai 2001, fut la conséquence ultime, dans l'épisode final de la saison 3 Adieux, d'une série d'événements menant à l'exposition de la magie, un retour dans le passé, et les sœurs piégées par la Source. Après qu'un combat entre Piper, Prue, et le démon Shax à proximité du Manoir fut filmé par une équipe de télévision, la Magie et tout le monde des sorcières et des démons furent exposés au grand public, une chose qui doit être évitée à tout prix par les forces du Bien comme du Mal.
Pour que le monde oublie que les sœurs Halliwell sont des sorcières, il n'y a qu'un seul moyen, celui de faire appel au démon Tempus afin de remonter le temps. C'est la seule solution, mais elle est aussi très dangereuse, car Léo doit aller en Enfer pour faire la demande, mais une fois qu'il est là-bas, Prue et Piper ne peuvent faire appel à lui si elles ont des problèmes, car il ne peut les entendre. Pensant qu'elles ne peuvent pas avoir plus de problèmes, elles disent à Léo d'aller en Enfer et restent donc seules sans Léo ni Phoebe, cette dernière étant en Enfer avec Cole pour essayer de changer sa nature qui est démoniaque afin de le récupérer.
Quelques heures plus tard, Piper fut grièvement blessée par une psychotique se prenant pour une sorcière et finit par mourir à l’hôpital. Le monde voyant les sœurs comme un danger public, il fut ordonné aux unités spéciales de tirer sur Prue, il n'y eut pas d'autre choix pour Leo, Phoebe et Cole que d'essayer de conclure un marché avec la Source, qui fut proposé par Cole. La Source fut d'accord pour autoriser le démon Tempus de reculer le temps de 24 heures sur Terre, à la condition que Phoebe reste définitivement en Enfer, ce qu'elle accepta pour sauver la vie de ses sœurs. Mais La Source parvint à duper les sœurs et les ramena juste au moment où Prue et Piper, défendant un innocent, furent attaquées par Shax. Il ordonna également à un démon d’empêcher Cole de retourner sur Terre pour qu'il ne puisse pas prévenir Piper et Prue qu'elles vont être attaquées par Shax. Phoebe, Cole et Leo restèrent donc bloqués dans le monde souterrain. On peut penser que leur situation était de toute façon désespérée, car même si Cole avait pu prévenir Prue et Piper, ces dernières ne l'auraient probablement pas cru étant donné qu'il avait tué une sorcière quelques jours avant. La mort de l'une des sœurs était donc une fatalité et était le seul moyen pour que tout revienne à la normale.
La journée recommence donc au manoir juste avant que les sœurs soient attaquées par Shax, Prue s'interpose de nouveau pour protéger leur innocent, suivie par Piper. Les deux sœurs sont projetées contre un mur et sont très sérieusement blessées. Phoebe étant restée en Enfer, elle ne peut pas réciter la formule pour vaincre Shax, ce dernier parvient donc à tuer un innocent médecin en le faisant passer à travers une vitre et s'en va en laissant les sorcières entre la vie et la mort. Du fait de l'absence de Phoebe et de Léo qui sont bloqués en Enfer, Léo n'arrive pas à temps pour sauver les deux sœurs. On ne peut que supputer ces événements, car ils ne sont pas clairement montrés dans la série. Il y a quand même deux hypothèses par rapport à ce qui est arrivé après l'attaque de Shax : soit Prue était déjà morte le temps que Phoebe et Léo puissent s'échapper de l'Enfer, soit les deux sorcières étaient mortellement blessées au point que Léo ne pouvait en sauver qu'une. Il aurait donc choisi Piper notamment parce qu'elle était sa femme. Cette hypothèse peut être confirmée dans le premier épisode de la saison 4 lorsque Piper demande à Léo pourquoi il n'a pas sauvé Prue, et elle lui dit également qu'il aurait dû sauver Prue plutôt qu'elle et qu'il l'a sauvée, elle, car elle était sa femme.

### Controverse
À l'origine, devant le conflit entre les deux actrices Shannen et Alyssa, la production avait décidé de se servir du Cliffhanger de la Saison 3 pour faire disparaître les personnages de Phoebe et de Cole. En effet, le contrat d'Alyssa arrivait à son terme et l'actrice menaçait elle aussi de partir si Shannen restait. Mais Aaron Spelling et son équipe se sont rendu compte que Shannen Doherty commençait à se lasser de son rôle de Prue Halliwell et plutôt que de prendre le risque de voir arrêter la série prématurément par un futur départ de l'actrice, ils ont préféré laisser partir Shannen (alors sous contrat jusqu'à la Saison 5) et garder Alyssa Milano.

### Signes avant-coureurs
- Dans l'épisode 8 de la saison 2, Le Mystère du Lac, Prue dit qu'elle aura « le même destin que sa mère » et qu'elle mourra « jeune ».

- Dans l'épisode 14 de la saison 3, un corbeau suit les sœurs tout au long de l'épisode et on l'aperçoit également à la fin de l'épisode. Il peut symboliser la mort de Prue qui va survenir, étant donné que les corbeaux sont souvent associés au malheur et à la mort.

- Prue a vu, peu de temps avant sa mort, (dans l'épisode 16 de la saison 3) l'Ange de la Mort (tout comme Chris adulte). Et ceux qui le voient meurent généralement peu de temps après. L'Ange de la Mort conduit également Prue dans la chapelle où auront lieu ses funérailles dans le premier épisode de la saison 4. De plus, la Mort dit également à Prue que son heure n'est pas encore venue, ou tout du moins pas pour l'instant.

- Dans l'épisode 21 de la saison 3 « Indestructible », Piper semble sentir un mal important qui va arriver. De plus, Phoebe est transformée en Banshee, qui est une créature issue de la mythologie celtique irlandaise. Cette dernière annonce la mort lorsqu'elle hurle la nuit et les personnes entendant son cri vont donc mourir ou connaître la mort dans leur foyer, ce qui se produit avec Phoebe qui s'est transformée en Banshee et qui hurle à l'une des fenêtres du manoir pendant la nuit, juste avant de s'enfuir. On peut donc penser qu'elle annonce la mort de Prue qui surviendra quelques jours après.

- Dans le dernier épisode de la saison 3, soit celui dans lequel Prue meurt, cette dernière parle à Piper dans la rue en lui disant qu'elle a un mauvais pressentiment depuis le début de la journée.

### Nombres de morts
| Nom des épisodes             | Épisode | Cause de la mort | Résurrection |
| ---------------------------- | ------- | --- | --- |
| "Le pouvoir des deux "       | 1x20    | Suicide avec l'aide d'une potion pour qu'elle devienne un fantôme pour détruire un fantôme. | Andy a ramené Prue à la vie. |
| "Derniers vœux "             | 2x22    | Tuée par un démon appelé Dragon. | Phoebe a demandé à un génie de la ressusciter. |
| "Adieux"                     | 3x22    | Tuée par Shax au manoir en voulant protéger un innocent. | Léo et les fondateurs n'ont pas eu le pouvoir de la ramener à la vie.                                                                                                   |
| "Prue, Qui Vas-Tu Appeler ?" | 9x22    | Se laisse tomber du toit du manoir après avoir utilisé les pouvoirs de ses sœurs pour les leur rendre et son esprit rejoint celui de Cole dans un autre plan astral.                                            | Son esprit parvient à quitter le plan astral par une sortie spécialement conçue pour elle avant qu'il ne soit trop tard pour réintégrer son corps.                      |
| "La Raison"                  | 10x20   | Possédée par Hérémus, Prue laisse Piper la poignarder pour éliminer le démon, sauver Paige, permettre à Patience de reprendre son corps et redevenir un esprit apaisé pour veiller sur ses sœurs auprès d'Andy. | Impossible de la ressusciter car l'esprit de Prue avait possédé le corps de Patience dans le coma. Libéré, son esprit rejoint l'au-delà d'où il n'aurait pas dû partir. |

## Et après…
Bien qu'elle soit morte à la fin de la Saison 3 au cours de l'épisode « Adieux », Prue reste tout de même présente dans la série bien qu'elle n'y apparaisse plus. Les scénaristes de la série gardent la sorcière disparue dans les mémoires en la faisant citer par ses sœurs ou autres personnages. Dans un premier temps, à la suite de son décès, Prue est très présente dans la première partie de la saison 4. Ses sœurs doivent l'enterrer et doivent surtout apprendre à vivre sans leur sœur aînée. Puis, Piper et Phoebe reprennent leur vie et leur destinée avec leur demi-sœur Paige. Prue est moins présente dans les discussions, mais son prénom apparait dans certaines conversations au hasard des aventures des trois sœurs.
En réalité, l'actrice qui jouait le rôle de Prue, Shannen Doherty, a toujours refusé de réapparaître dans la série, y compris en photo. C'est pour cette raison que la photographie des trois sœurs  prise par Penny, qui avait un grand rôle symbolique dans la série, a totalement disparu après la saison 3.

### Saison 4
Dans les épisodes 1 et 2 « Les Liens Du Sang », Piper va user de tous les sorts qu'elle connaît pour tenter de ressusciter sa défunte sœur, mais sans résultats. Le seul effet des formules est de guider Paige à ses demi-sœurs à l'enterrement de Prue.
Selon Penny, Prue s'accommode à sa nouvelle condition avec son aide et celle de sa mère. Elle explique aussi à Piper que si celle-ci était capable de voir sa défunte sœur, comme elle le désire, cela ne lui permettrait pas de progresser et d'accepter la mort de son ainée, et c'est pourquoi on ne l'a pas vue depuis.
À cause du doute soulevé par Piper, on peut supposer que Prue intervient dans leur recherche pour retrouver Paige, car lorsque les deux sœurs utilisent Le Livre Des Ombres, les pages se mettent à tourner toutes seules. Phoebe dit « Merci grand-mère ». Piper dit alors « Comment sais-tu que ce n'était pas de quelqu'un d'autre ? »
Dans l'épisode 3 « Rage et Chagrin », Piper est obsédée par la vengeance et n'a de cesse de poursuivre les démons avec Phoebe et Cole. Sa sœur lui demande de ralentir et lui propose de reprendre la méthode qu'elles avaient avant. Piper lui répond "Le fait que Prue ait été tuée révèle tout de même une défaillance". Puis à la fin de l'épisode, Piper avoue à Prue sur sa tombe ce qu'elle a sur le cœur.
Dans l'épisode 4 « La Balade des âmes », Dans différentes conversations tout au long de l'épisode, il est fait mention que Piper et Phoebe ont surmonté la disparition de Prue.
Dans l'épisode 5 « Les Poupées », Piper décide de donner un coup de neuf au P3. Elle laisse son nouveau gérant le renommer "Le Spot" en appuyant son choix en disant que le Pouvoir des 3 n'existe plus, en faisant allusion à la mort de Prue.
Dans l'épisode 6 « Un Jour Mon Prince Viendra », Piper se rend dans la chambre de Prue que l'on voit pour la dernière fois avec ses affaires. Piper touche son collier et met la veste en cuir appartenant à sa sœur disparue. Par la suite, Paige s'installe dans la chambre de Prue après que Phoebe et Piper ont tout de même évoqué leur passé avec Prue et le manque qu'elles ressentent. Paige évoque Prue pendant sa conversation avec Léo devant la photocopieuse, elle l'évoque à nouveau devant le prince, elle lui demande s'il peut l'aider à devenir comme Prue.
Dans l'épisode 7 « Le Point faible », au P3 Piper discute avec sa copine, elle excuse le fait quelle ne sont pas vues depuis longtemps à cause de la mort de Prue. Ensuite dans le manoir, Phoebe essaie de convaincre Piper qu'elles doivent tuer La Source au moins pour venger Prue. Piper est enlevée par La Source et projetée dans un monde dans lequel elle est devenue folle. Toute sa vie réelle n'est que création de son esprit. Il est fait mention que Prue n'est pas sa sœur et qu'elle est sortie de l'hôpital il y a déjà quelque temps, et que comme Prue a décidé de s'éloigner du délire de Piper, cette dernière a préféré la croire morte.
Dans l'épisode 11, « Prémonitions », Glen, qui a récité une formule du Livre des Ombres, plaisante en disant qu'il a l'intention de montrer aux médias les effets du sort qu'il s'est lui-même jeté. Piper le fige et Paige la rassure en affirmant que ce n'est qu'une blague. Piper lui rétorque alors qu'elle ne trouverait pas ça drôle « si [elle] avait perdu sa sœur à cause des médias ». Dans ce même épisode, Piper défend l'idée d'une utilisation par Léo de la poussière de mémoire en avançant que ça leur permettrait de ne pas revivre les épreuves qu'elles ont subies avec Prue.
Dans l'épisode 12, « Ma Sorcière Mal-Aimée », au cours d'une discussion avec Léo, Piper lui dit que si elles avaient eu leurs pouvoirs plus tôt, elles auraient sûrement accompli leur mission plus tôt en contrôlant mieux leurs pouvoirs et Prue serait certainement encore en vie.
Dans l'épisode 13 « La Boîte De Pandore », lors du combat contre La Source, cette dernière s'apprête à éliminer les trois sœurs. Elle leur dit « Saluez Prue de ma part » avant de les attaquer. Dans la formule utilisée pour vaincre la Source, les trois sœurs font appel à Prue pour qu'elle leur prête ses pouvoirs. Puis après la mort de La Source, le groupe se retrouve au P3 pour fêter leur victoire. Tout le monde lève son verre en hommage à Prue. Par ailleurs, plus tôt dans l'épisode, Piper veut à tout prix faire son testament sous prétexte que Prue l'avait fait, ce qui a été bien pratique.
Dans l'épisode 14, « Face A Son Destin », lorsque la petite Phoebe apparait et qu'elle est effrayée, elle dit "Ne t'approche pas ou j'appelle Prue !"
Dans l'épisode 20 « Echec Au Roi », les trois sœurs utilisent la même formule magique pour vaincre une nouvelle fois La Source réincarnée en Cole. Prue y est alors rapidement mentionnée. 

### Saison 5
Au cours de l'épisode 7 « La Peur Au ventre » Paige tente d'utiliser une formule créée par Prue. La voyant faire, Léo en discute avec la sorcière qui lui avoue se sentir inférieure à sa sœur aînée, qu'elle n'a en fait jamais connue. Cette sensation est provoquée par Barbas, mais grâce à lui, on apprend que Prue avait inventé une formule pour faire apparaitre des animaux. De plus, il est fait mention, durant l'épisode, par Piper et Phoebe que seule Prue est parvenue à vaincre Barbas en surmontant ses peurs. À la fin de l'épisode, Piper encourage Paige à utiliser son pouvoir pour projeter la potion écrasée au sol, sur Barbas, comme le faisait Prue.
Dans l'épisode 12 « Centenaire », lorsque Paige se retrouve dans un monde parallèle, elle décrit sa vie avec ses deux sœurs à Piper en lui disant qu'elles ont vengé la mort de Prue ensemble. Paige fait allusion à la destruction de Shax et de la Source, les deux responsables de la mort de Prue.
Lors de l'épisode 18 de la saison 5 « Au cœur des souvenirs », on revoit Prue une dernière fois, cependant en ne voyant pas son visage. Phoebe et Paige ont pu voir Prue grâce à un sort que Piper a lancé. Prudence va apparaître deux fois :
- La première fois, elle est montrée de dos, sur la moto, saccageant le mariage de Piper à cause du dérèglement de ses pouvoirs, dans l'épisode de la Saison 3 Mariés A Tous Prix.
- La seconde fois, elle est montrée sous sa forme de chien à cause d'une incantation qui a mal tourné pour trouver une Banshee, dans l'épisode de la Saison 3 « Indestructible ». C'est la seule fois que Prue, Piper, Phoebe et Paige sont regroupées dans le même endroit.
Par la suite, dans l'épisode 21 « Le Nécromancien », les trois sœurs font appel à Penny pour le baptême de Wyatt. Penny trouve alors anormal que Piper ait eu un garçon alors qu'elle devait avoir une fille. Piper rappelle à sa grand-mère que dans le futur, elle devait avoir une fille, mais que Prue devait être en vie. À la fin de l'épisode, Penny fait appel a toutes les générations passées des sorcières de la famille Halliwell pour qu'elles viennent bénir le nouveau venu dans la famille. Bien qu'on ne voie pas Prue distinctement, on peut supposer qu'elle soit venue bénir son neveu, elle aussi.
Dans l'épisode 23 « Le Choc Des Titans 2/2 », le prénom de Prue est cité par Léo lorsque ce dernier parvient à revenir au manoir après avoir échappé aux Titans. Il conseille les trois sœurs, devenues déesses, sur la façon de combattre leurs ennemis. Il dit ainsi à Piper que la force de son amour lui a permis de surmonter le chagrin éprouvé lorsque Prue est décédée.

### Saison 6
Au cours du double épisode 1 et 2 « L'âme des guerrières », Phoebe se découvre le pouvoir d'empathie. Elle discute alors avec Léo de ce nouveau pouvoir et du fait que, par le passé, Prue avait reçu ce pouvoir qui l'avait rendue folle pendant un temps. Léo lui répond que Prue n'était pas destinée à recevoir ce pouvoir, mais qu'elle, si.
Dans l'épisode 10 « Le Phénix », les trois sœurs Halliwell se réunissent autour de la table de la salle à manger pour discuter de leur avenir après avoir sauvé Chris. Piper dit à ses sœurs qu'il est temps pour elles de vivre leur vie et de ne plus se sacrifier pour le Pouvoir des 3. Elle ajoute : Grand-mère, Maman et même Prue se sont sacrifiées, et regardez ce qui leur est arrivé.
Dans l'épisode 12, « L'Homme De Mes Rêves », Paige ne sait pas quoi offrir comme cadeau d'anniversaire à Piper. Phoebe révèle à sa jeune sœur l'existence d'un bracelet magique que Patty avait offert à Piper, mais que Prue a perdu.
Dans l'épisode 17, « La Rebelle », Piper révèle à Paige que Phoebe a été plus touchée par la mort de leur mère qu'elle-même ou Prue.
Dans l'épisode 19 « Le Tribunal », Barbas tente de convaincre le Tribunal magique que les sœurs usent trop souvent de leurs pouvoirs à des fins personnelles. Au cours de sa plaidoirie, il souligne que Prue est absente et demande aux trois sœurs ce qu'elle est devenue, sachant pertinemment qu'elle est morte.
Par la suite, on apprend l'existence d'un monde alternatif qui est exactement l'opposé de celui des sœurs Halliwell dans les deux derniers épisodes de la saison nommés tous deux Pour l'amour d'un fils. Ce monde est gouverné par le mal, les Phoebe, Piper, Paige, Léo et Chris de ce monde sont maléfiques et le démon Barbas est bon. Dans ce monde, il paraît probable que Prue faisait le mal avec ses sœurs et qu'elle a été tuée par un agent du Bien. Ceci n'a jamais été expliqué, mais il suit la logique des explications que Gidéon a données.''

### Saison 7
Dans l'épisode 5, « La Mort Lui Va Si Bien », l'Ange de la Mort rappelle aux trois sœurs qu'il a connu Penny, Patty et Prue.
Dans l'épisode 7 « Avatar », lorsque Léo est plongé dans sa quête, il entrevoit la fin de sa famille, car on peut voir une pierre tombale où sont gravés les noms "Pénelope, Patricia, Prue, Piper, Phoebe, Paige, Wyatt et Chris".
Dans l'épisode 13 « Charmageddon 2/2 », Phoebe a une prémonition qui résume tous les deuils auxquels elle a été confrontée. On y aperçoit alors Prue, pleurant la mort de Piper, abattue par une fanatique. Dans le plan suivant, on voit la pierre tombale de Prue.
Dans l'épisode 16, « Sept Ans De Réflexion », lorsque Piper est dans le coma, elle et Cole ont une discussion dans laquelle l'ancien démon rappelle à la sorcière qu'il était déjà présent du temps de Prue.
Dans l'épisode final de la saison 7 « Derniers Maux 2/2 », les trois sœurs utilisent la Projection Astrale de Prue durant l'ultime bataille contre Zankou. On apprend par Léo que Prue lui a appris l'art du dédoublement par le passé et qu'il l'a enseigné aux sœurs. Puis Piper va dire « Merci Prue », une fois l'effet du pouvoir disparu.

### Saison 8
Au cours de l'épisode 6 « Le Poids Du Passé », Piper cite le nom de Prue dans une conversation avec Paige, en lui disant que Prue pensait, elle aussi, que la presse ne représentait aucun danger pour elles.
Dans l'épisode final de la série, « Forever Charmed », il est fait mention de Prue par la Patty Halliwell du passé, qui a appris par Victor la mort de sa première fille et en parle avec sa famille présente au manoir après l'ultime bataille : « Il y a des faits que je préfère oublier, comme la fin de ma petite Prue ».
À la fin de la série, Prue a quasiment disparu, ce qui prouve que les sœurs ont fait leur deuil. Brad Kern a souhaité se concentrer sur les héroïnes en vie pour clore la série, car ce sont elles qui ont contribué au succès de la série. Il a ajouté aussi que le personnage de Paige a été plus présent à l'écran (5 saisons, soit 112 épisodes) que le personnage de Prue (3 saisons, soit 66 épisodes), ce qui explique que le personnage de Prue ait été mis en retrait. Mais la vraie raison est peut-être que Shannen Doherty n'a pas souhaité apparaître dans la série à la suite des divergences survenues à la fin de la saison 3. Brad Kern a souligné qu'il aurait aimé mettre une photo de Prue lors des dernières minutes de l'épisode, mais que pour des raisons budgétaires, il n'a pas pu le faire, car il aurait dû reverser des droits d'image à Shannen Doherty comme si elle avait été présente sur les plateaux, alors qu'il ne le pouvait pas....

### Comics

#### Saison 9
Pendant la bataille qui oppose les Charmed Ones à la première sorcière, Neena, Penny Halliwell, la grand-mère des sœurs, leur apprend que Prue est passée à sa prochaine vie du fait qu'elle est morte sans avoir accompli son destin. Mais en réalité, par la suite, Penny et Patty chargent Cole de retrouver l'esprit de Prue qui a disparu. Cole parvient finalement à retrouver l'esprit de Prue qui a décidé de posséder le corps de Patience, une sorcière plongée dans un coma irréversible à la suite de sa rencontre avec Sharon le collecteur d'âme. Prue a décidé de revenir sur Terre dans le corps de Patience afin de continuer son combat contre le mal et d'aider les jeunes sorcier(e)s. Prue explique à Cole, qui a réussi à la retrouver à Salem, que même morte elle ne parvenait pas à rompre le lien qui l'unissait à ses sœurs. C'est elle qui a permis à ses sœurs de retrouver Paige dans l'espoir de lui passer le flambeau. Mais ressentant toujours ce lien par la suite, Prue explique que si les sœurs Jenkins ont pu tenir tête au pouvoir des 3 lors de l'ultime combat, c'est à cause d'elle, car son lien avec ses sœurs a affaibli le Pouvoir des 3. Puis, Prue a saisi l'occasion de revenir sur Terre en possédant le corps de Patience. Mais comme il n'était mentionné nulle part l'existence du Pouvoir des 4, dès le retour de Prue sur Terre, dans le corps de Patience, elle a malgré elle participé à l'évolution rapide des pouvoirs de ses sœurs. Piper a acquis l'Accélération Moléculaire et un plus grand contrôle sur ses autres pouvoirs qui ont gagné en puissance, Phoebe a retrouvé tous ses pouvoirs, retirés par le Tribunal magique à la fin de la Saison 6, qui ont gagné en puissance et elle a acquis la Réflexion Psychique. De son côté, Paige a acquis la faculté de créer un bouclier d'orbes, pour se protéger, ainsi qu'un plus grand contrôle de ses pouvoirs qui ont également gagné en puissance. Prue, de son côté, voit ses propres pouvoirs évoluer. Avec la Télékinésie, elle parvient à soulever des voitures, elle parvient à utiliser la télékinésie sous sa forme astrale et parvient à utiliser la télématérialisation sur commande. Lors de ses retrouvailles avec ses sœurs, Paige la touche par inadvertance et cela "détraque" tous les pouvoirs des sœurs. Prue décide alors de renoncer à sa magie pour tout remettre en ordre. Mais Rennek, un être des ténèbres, l'oblige à reprendre le combat et Prue devient presque malgré elle le nouveau lien magique entre les dimensions.

#### Saison 10
Lors de la saison 10, Prue est toujours le lien entre les dimensions magiques, mais par un concours de circonstances, elle libère des démons très anciens, et notamment Hérémus qui possède le pouvoir, comme ses semblables, de posséder les corps. Il possède alors le corps de Prue et décide de l'utiliser pour ressusciter les siens et s'emparer du Monde. Mais grâce à ses sœurs, Prue parvient à recouvrer ses esprits et demande à Piper de la poignarder avec un athamé magique. Hérémus est vaincu, l'esprit de Prue est libéré et retourne dans l'au-delà, Patience se réveille enfin de son coma et Paige est sauvée. 7 mois plus tard, l'esprit de Prue veille sur ses sœurs, sans que ces dernières ne le sachent, accompagné par l'esprit d'Andy. Prue a enfin trouvé la paix et accepté sa mort. Elle ferme alors la porte du manoir avec son pouvoir de télékinésie une dernière fois.

### Futur alternatif
Lors du deuxième épisode de la seconde saison, les sœurs font un voyage pour sauver Phoebe. Elles se retrouvent en l'an 2009, soit à peu près trois années après la saison 8. Seulement, ce monde est très différent, Shax n'a pas tué Prue et, donc, Paige n'a jamais reçu ses pouvoirs de sorcière. Donc, le pouvoir des trois fonctionne avec Prue. Au fil du temps, elles vont utiliser leurs pouvoirs à des fins personnelles et faire des formules comme « Comment faire fortune », « effacer un souvenir » et « faire plier un adversaire ».
Dans ce futur, on peut y voir une Prue blonde à la tête de plusieurs salles de ventes de chez Buckland (Paris, Tokyo et Londres). Elle a des assistants qui la suivent partout et une limousine avec un chauffeur. Son assistante principale s'appelle Anne. Elle est devenue une femme douée en affaires, même si elle est beaucoup plus froide : elle n'a pas de mari, elle licencie une centaine de personnes et ne s'occupe plus de sa famille. Les gens de son entreprise ne connaissent même pas l'existence de ses sœurs.
On découvre aussi que son pouvoir a fortement évolué lorsqu'elle détruit une partie du grenier. Dans ce futur, lorsqu'elle utilise son pouvoir, les objets sont projetés avec une force et une agressivité telles que certains objets explosent. Mais ce futur est bouleversé lorsque les sœurs reviennent à leur époque en choisissant de ne pas punir l'homme et son chien et donc Prue, Piper et Phoebe n'ont pas développé leurs pouvoirs de la même manière. Il s'agit du seul futur alternatif où Prue est vivante. Dans ce futur, c'est Phoebe qui va mourir sur le bûcher.
On peut aussi avancer que le reste de la série après l'épisode ("La Chasse Aux Sorcières" Saison 2 Épisode 2) est un nouveau présent. Car si les trois sœurs avaient finalement choisi de punir l'homme et son chien à la fin de l'épisode, elles auraient probablement suivi le même chemin les conduisant finalement à utiliser leurs pouvoirs à des fins personnelles, comme cela a été montré dans l'épisode. Or, en voyant ce qu'elles allaient devenir, Phoebe a empêché ses sœurs de commettre l'erreur qui aurait, au fil du temps, perverti Le Pouvoir Des 3. En changeant ce fait de leur "présent", on peut aussi ajouter que la mort de Prue est une probable conséquence de ce changement d'attitude qui a transformé l'aînée des sœurs en véritable protectrice des innocents qui n'a pas hésité à se sacrifier, en essayant de sauver le docteur, alors qu'elle aurait pu le laisser mourir si elle avait décidé d'utiliser ses pouvoirs pour son propre bénéfice.